# Поплавська Наталія Миколаївна
Наталія Миколаївна Поплавська (нар. 30 жовтня 1957, Копичинці, УРСР) — українська літературознавиця, докторка філологічних наук (2008), професорка, заслужена працівниця освіти України (2017).

## Життєпис
Закінчила Кам'янець-Подільський педагогічний інститут (1979), аспірантуру Інститут літератури імені Тараса Шевченка НАН України (1986). Від 1988 — у Тернопільському педагогічному інституті (нині ТНПУ): викладачка, доцентка катедри історії української літератури, завідувачка катедри журналістики.
Членкиня науково-методичної комісії з журналістики МОН України та двох спеціалізованих рад: Запорізького класичного приватного університету і Тернопільського національного педагогічного університету(заступник голови). Була координатором від університету міжнародного проекту TEMPUS IV «Кросмедіа і якісна журналістика». Учасниця семінарів цього проекту «Teache the Teacher» (м. Сібіу, Румунія; м. Пассау, Німеччина). Редактор збірника наукових праць із соціальних комунікацій «Медіапростір».
Авторка теоретичних і методичних розвідок, зокрема монографії «Полемісти. Риторика. Переконування (Українська полемічнопубліцистична проза кінця ХУІ — початку ХУІІ ст.)» (2007), 3 науково-методичних посібників, більше 100 статей у фахових виданнях.